# William Brade
William Brade (1560 – 26 febbraio 1630) è stato un compositore, violinista e gambista inglese del tardo Rinascimento e del primo Barocco, principalmente attivo nel nord della Germania. Fu il primo inglese a scrivere una canzona, in forma italiana, e probabilmente il primo a scrivere musica per violino solo.

## Biografia
Molto poco si conosce sui primi anni della sua vita. Intorno al 1590 lasciò l'Inghilterra per proseguire la sua carriera in Germania, così come altri suoi eminenti colleghi, per cogliere migliori opportunità di lavoro all'estero. Cambiò molto spesso impiego girando a lungo per le corti del nord della Germania e della Danimarca. Dopo il suo arrivo in Germania, fra il 1590 ed il 1594 fu alla corte di Brandeburgo. Fra il 1594 ed il 1596 fu alla corte di Cristiano IV di Danimarca a Copenaghen e poi fino al 1599 fu nuovamente in Brandeburgo. Tornò quindi a Copenaghen dove rimase fino al 1606. Dal 1606 al 1608 fu a Bückeburg nel Brunswick-Lüneburg. Dal 1608 al 1610 fu ad Amburgo ma tornò poi a Bückeburg nel 1610. Evidentemente dal 1612 continuò la sua peregrinazione da una corte all'altra poiché da una lettera del conte di Bückeburg inviata alla corte di Amburgo si diceva che era "lascivo, frequentatore di cattive compagnie" e non dovrebbe essergli consentito di fare a modo suo.
Tuttavia, nonostante l'avvertimento del suo ex datore di lavoro, dal 1613 fu nuovamente ad Amburgo. Due anni più tardi (amava cambiare posto ogni due anni) tornò a Copenaghen, ma nel 1618 si trasferì a Halle dove ottenne il posto di Kapellmeister dal Principe di Magdeburgo, Guglielmo Cristiano di Brandeburgo (1598-1631). In 1619 fu a Berlino e l'anno successivo tornò a Copenaghen ancora una volta. Due anni dopo si trasferì a Gottorp in Schleswig-Holstein dove ha servito come maestro di cappella fino al 1625.
Passò gli ultimi anni della sua vita ad Amburgo, unico rifugio esistente in Germania al riparo della guerra dei trent'anni. Non vi è alcuna fonte che dica sia ritornato in Inghilterra.

## Composizioni
Tutta la musica di Brade a noi nota è per strumenti a corda e la maggior parte riservata alle danze. Le sue prime composizioni, come quelle pubblicate ad Amburgo nel 1609, sono basate su modelli inglesi e simili a quelle di suoi contemporanei come Peter Philips e John Dowland. Successivamente iniziò ad utilizzare modelli italiani, scrivendo la prima canzona nota che sia stata scritta da un compositore inglese. Inoltre iniziò a collazionare le sue danze in suite, un'abitudine divenuta comune nell'era barocca. Alcune delle danze da lui composte erano in forme prima di allora sconosciute in Germania come branle, maschera e volta.
Il suo coral, una serie di variazioni sull'ostinato, è considerato il primo pezzo scritto per violino solo da un compositore inglese. Comunque, l'attribuzione non è completamente certa in quanto un'altra fonte del 1684 lo attribuisce ad altro compositore.
Stilisticamente la sua musica è più omofonica di quella della maggior parte dei suoi colleghi inglesi del tempo, che preferivano la polifonia.
Come esecutore fu famoso per la sua tecnica sopraffina. Fu uno dei più famosi primi violinisti solisti e molto ammirato in Germania. Diversi pezzi di altri compositori vennero pubblicati ad Amburgo con dediche a Brade anche dopo la sua morte.